# El Chaco
El Chaco és un centre poblat de l'Uruguai, ubicat a l'est del departament de Durazno. Té una població aproximada de 150 habitants, segons les dades del cens del 2004.
Es troba a 110 metres sobre el nivell del mar.